# Jaakko Paavolainen
Jaakko Paavolainen, född den 23 juli 1926 i Kanneljärvi, Viborgs län, död 30 oktober 2007 i Helsingfors, var en finsk historiker, fil.dr 1966.
Han var 1953–1956 sekreterare för Finlands folkhögskolförening, 1959–1970 lektor vid ett läroverk i Helsingfors och 1970–1986 forskare vid Finlands Akademi; docent i politisk historia vid Helsingfors universitet 1968–1989 och professor i ämnet vid Åbo universitet 1986–1989. 
Jaakko Paavolainen framlade sina uppmärksammade rön gällande den röda och vita terrorn 1918 i tre volymer. En sammanfattning av Paavolainens rön har utgivits på svenska. Pavvolainens huvudteser är att åtskilliga av den vita sidans avrättningar måste karakteriseras som terror och att den vita ledningen och den vita regeringen (Paasikivis senat) bär ansvaret för den omfattande hungerdöden i fånglägren, men att de vita var Finlands lagliga styre och i många fall hade rätt att straffa, och att den röda sidan starkt överdrivit terroroffrens antal. Han har därtill publicerat bl.a. en stor biografi över Väinö Tanner (4 bd, 1977–89). Barndomsminnen från Karelska näset skildrade han i boken Lapsuus Kanneljärvellä (1982) och kusinen Olavi Paavolainens levnad i en 1992 utgiven volym. 
Jaakko Paavolainen var son till Erkki Paavolainen och fader till Pentti Paavolainen (f. 1953), professor i konstforskning vid Teaterhögskolan.